# Корнюс
Корню́с (фр. Cornusse) — коммуна во Франции, находится в регионе Центр. Департамент — Шер. Входит в состав кантона Неронд. Округ коммуны — Сент-Аман-Монтрон.
Код INSEE коммуны — 18072.

## География

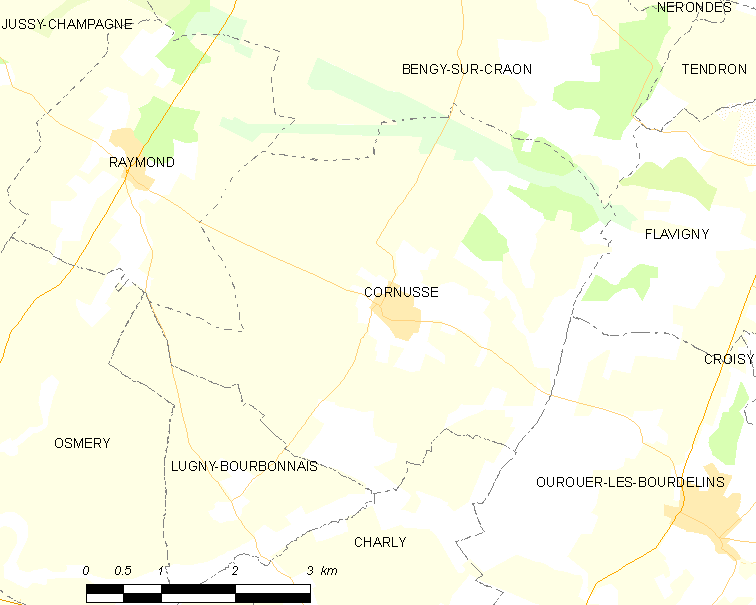
Карта коммуны

Коммуна расположена приблизительно в 220 км к югу от Парижа, в 125 км юго-восточнее Орлеана, в 30 км к юго-востоку от Буржа.
Вдоль восточной границы коммуны протекает река Эрен.

## Население
Население коммуны на 2008 год составляло 279 человек.
| 1962 | 1968 | 1975 | 1982 | 1990 | 1999 | 2008 |
| ---- | ---- | ---- | ---- | ---- | ---- | ---- |
| 383  | 390  | 340  | 355  | 283  | 291  | 279  |

## Администрация
| Период | Период | Фамилия       | Партия | Примечания |
| ------ | ------ | ------------- | ------ | ---------- |
| 2001   | 2008   | Даниель Сивад |        |            |
| 2008   | 2014   | Эдит Ракен    |        |            |

## Экономика
В 2007 году среди 177 человек в трудоспособном возрасте (15-64 лет) 114 были экономически активными, 63 — неактивными (показатель активности — 64,4 %, в 1999 году было 68,9 %). Из 114 активных работали 98 человек (59 мужчин и 39 женщин), безработных было 16 (8 мужчин и 8 женщин). Среди 63 неактивных 14 человек были учениками или студентами, 20 — пенсионерами, 29 были неактивными по другим причинам.

## Достопримечательности
- Церковь Сен-Мартен (XIX век)
- Замок XV века, ныне медицинский институт